# 阮義妃
一阶义妃阮氏（越南语：／，？—1885年），名不详，越南阮朝同庆帝的原配，在同庆帝即位前不久过世。

## 生平
阮氏是阮艳之女，在同庆帝还是坚江郡公时被选为他的府妾。在同庆帝即位前去世，同庆帝1885年即位，阮氏可能在此年过世。1886年，追封为义嫔（越南语：Nghĩa tần）。作为原配，这个品阶对阮氏来说是相当低的。与此同时，在1885年，同庆帝册封宫嫔陈登氏同（越南语：Trần Đăng Thị Đồng）、潘文氏为妃，但中宫空悬。
阮氏生有一女，玉林公主阮玉以娱（越南语：Ngọc Lâm Công chúa Nguyễn Ngọc Dĩ Ngu）。
1916年，启定帝追封她为一阶义妃（越南语：Nhất giai Nghĩa phi）。墓葬不详。